# Callimorpha dominula
Callimorpha dominula là một loài bướm đêm thuộc phân họ Arctiinae, họ Erebidae.

## Hình ảnh

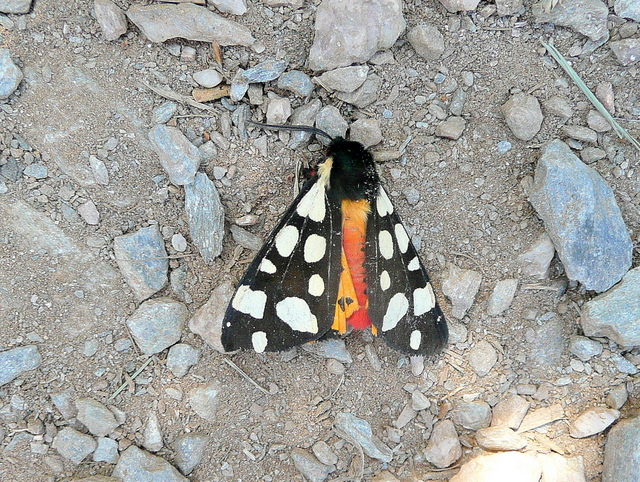
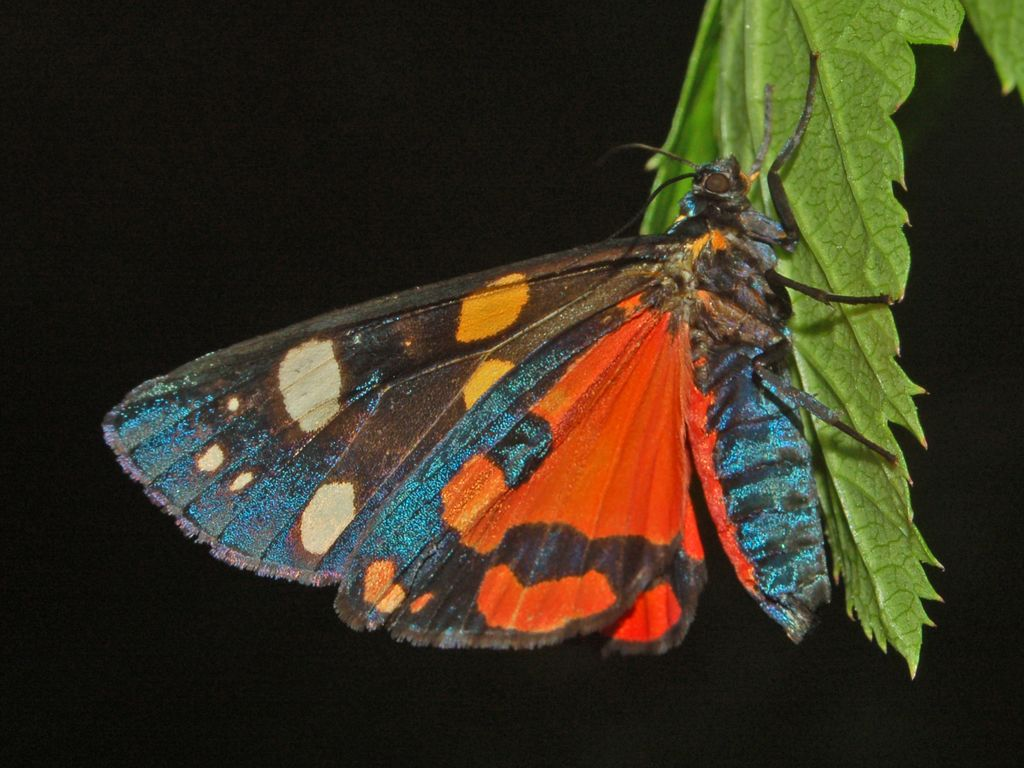
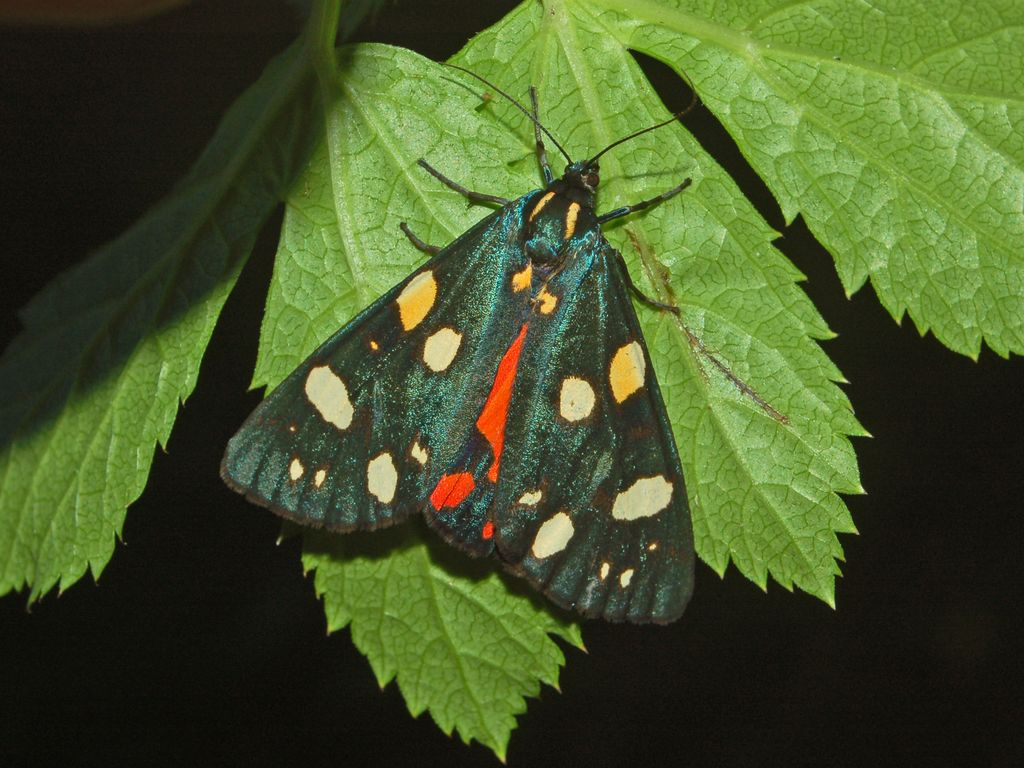
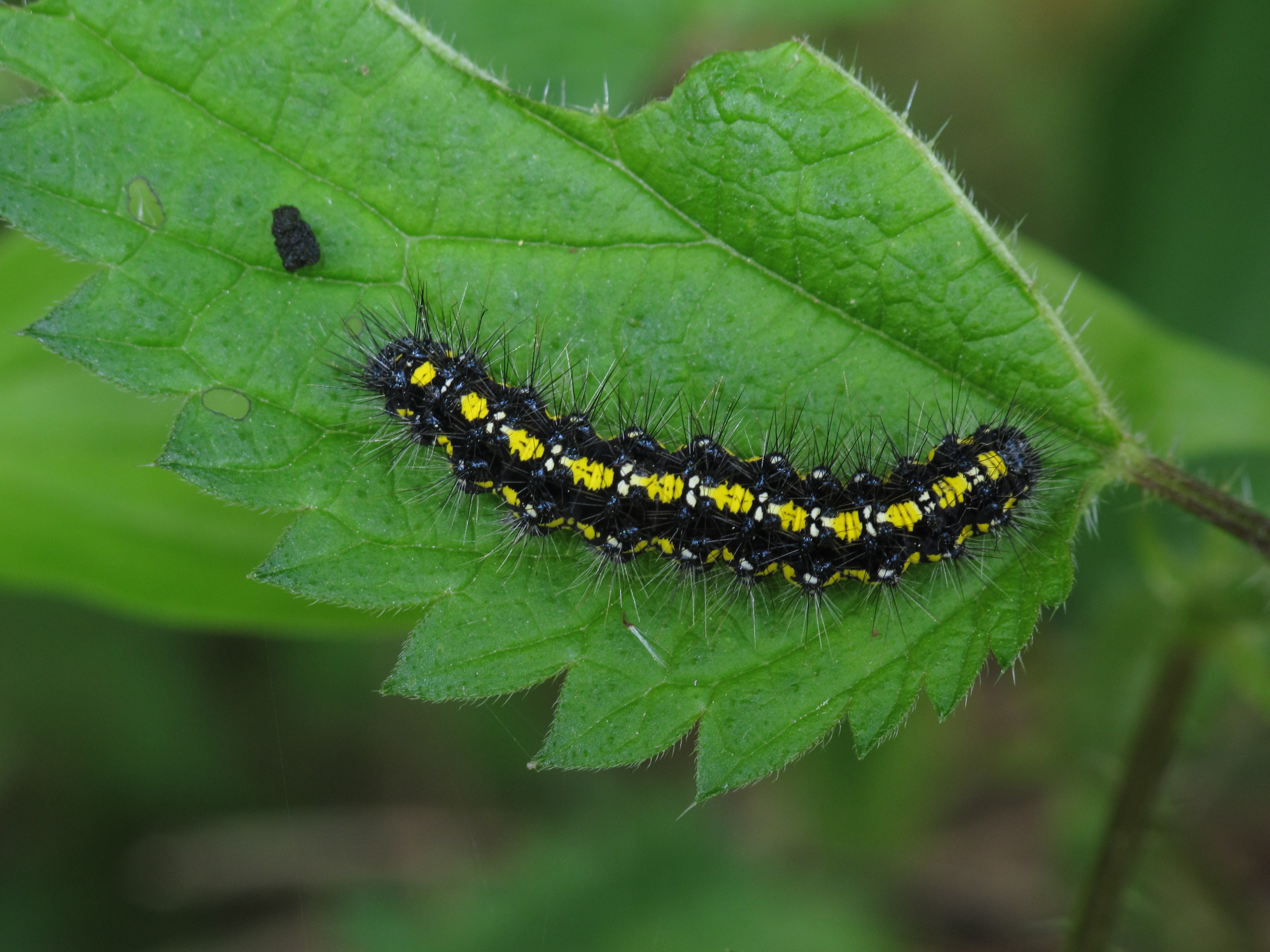